# 피가로~피가로~피가로
피가로~피가로~피가로(Falling for figaro)는 영국에서 제작된 벤 르윈 감독의 2020년 코미디, 드라마, 멜로/로맨스 영화이다. 다니엘 맥도널드 등이 주연으로 출연하였다.

## 출연

### 주연
- 다니엘 맥도널드
- 휴 스키너
- 조안나 럼리